# Библиотека „Светислав Вуловић”
Библиотека „Светислав Вуловић” у Ивањици је једна од најстаријих библиотека у Чачанском региону. Основана је 1868. године као Ивањичко читалиште.

## Историјат
Значајну улогу у настојању да се изађе из мрака неписмености и непросвећености у тадашњој Србији током 19. века одиграле су књижнице и читаонице које су формиране.
У архиву Србије постоји податак да је 30. децембра 1868. године у варошици Ивањици основана књижница и читаоница.
Према сачуваном извештају из 1874. године стоји стоји да Читаоница има 39 чланова, који прилажу своја средства за њено одржавање.
У извештају се даље каже да Читаоницу не потпомаже општина овдашња ни у чему другом "сем сто даје једне Србске новине на које се она претплатила".
У том периоду Читаоница је имала 68 комада различитих књига.
Године 1903. на предлог Миљка Савића прераста у радничку читаоницу и делује у саставу КУД "Јавор".
Читаоница до Првог светског рата ради у скромним оквирима, повећава књижни фонд и број читалаца. Током Првог светског рата престаје са радом, као и за време Другог светског рата.
Одмах после ослобађања добија назив Народна библиотека и наставља са радом у суставу КУД "Мико Велимировић".
У саставу Дома културе "Ивањица" ради од 1961. године све до 2000. године када се одваја као самостална и добија име према истакнутом књижевном и позоришном критичару Светиславу Вуловићу.

### Светислав Вуловић
Светислав Вуловић је рођен у Ивањици 29. новембара 1847. а преминуо је у Београду 3. маја 1898. године. Основну школу завршио је у Ивањици, гимназију у Краљеву а Правни факултет у београдској Великој школи, где је дипломирао 1868. године. Био је српски књижевни и позоришни критичар, историчар књижевности, ректор Велике школе и академик. Отац Светислава Вуловића Никола је био учитељ у Ивањици.

## Одељења
У оквиру Библиотеке постоје: 
- Одељење за обраду,
- Позајмно одељење,
- Научно одељење и
- Завичајно одељење.

## Фондови
Данас Библиотека "Светислав Вуловић" у Ивањици у свом књижном фонду има око 50.000 књига.
Библиотека има и три легата:
- Легат Кирила Савића,
- Легат Владислава Савића и
- Легат Петра Стамболића.[1]

## Манифестације
Библиотека орхганизује разне манифестације и дешавања:
- Књижевне вечери,
- Промоције књига,
- Радионице,
- Смотре,
- Предавања

## Библиотека данас
Библиотека је смештена у згради Дома Културе Ивањица.